# Kutanegara
Kutanegara is een bestuurslaag in het regentschap Karawang van de provincie West-Java, Indonesië. Kutanegara telt 4275 inwoners (volkstelling 2010).